# Bogucsani járás
A Bogucsani járás (oroszul: Богучанский район) Oroszország egyik járása a Krasznojarszki határterületen. Székhelye Bogucsani.

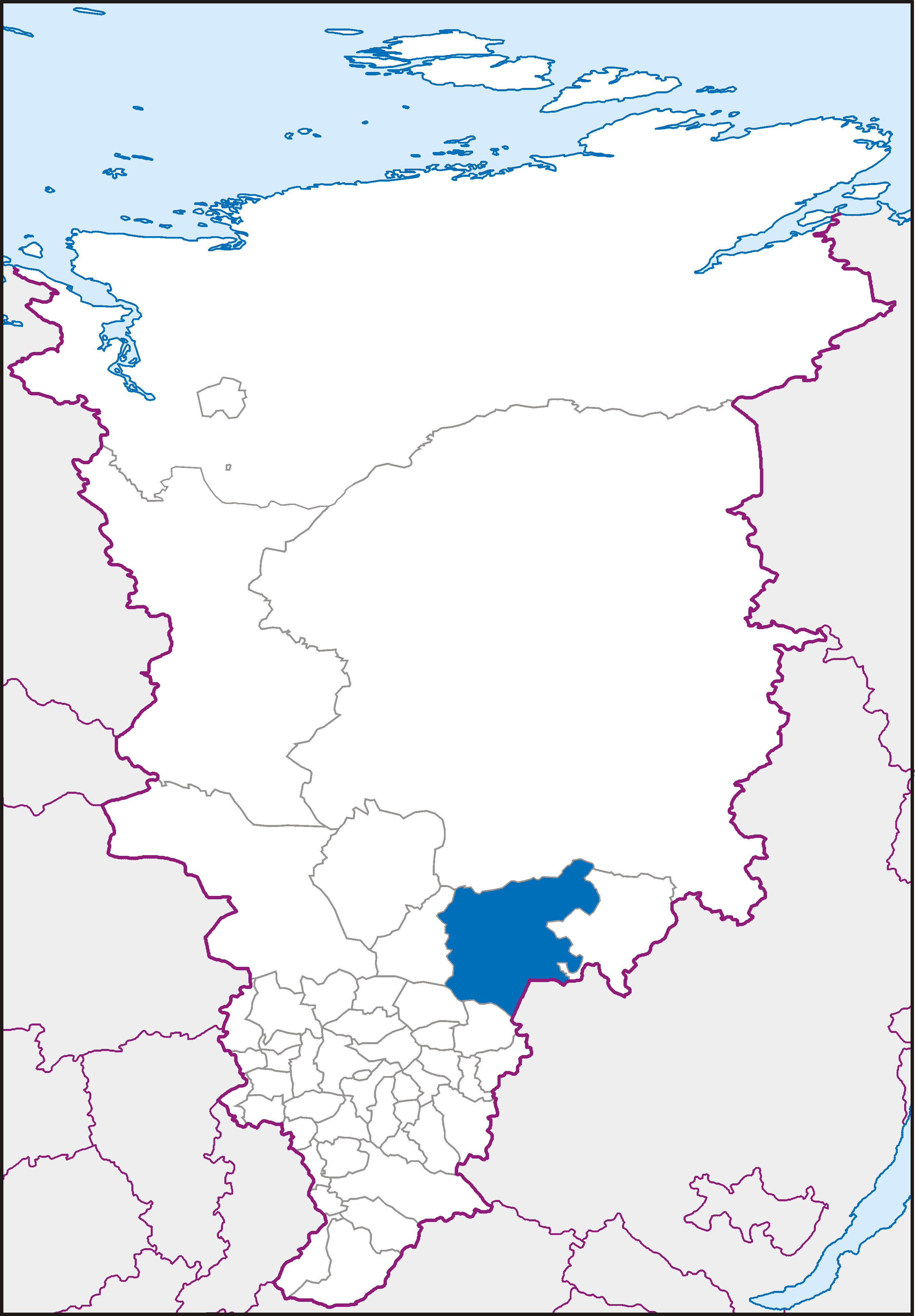
A Bogucsani járás a Krasznojarszki határterületen

## Népesség
- 2002-ben 50 503 lakosa volt.
- 2010-ben 47 976 lakosa volt.